# Dagen H

Logo del Dagen H

Il Dagen H (Giorno H, in italiano), anche chiamato Högertrafikomläggningen, è il nome di un'operazione concordata dal governo svedese che venne effettuata il 3 settembre 1967, ovvero il giorno in cui la circolazione stradale in Svezia cambiò senso di marcia; la "H" sta per Högertrafik, che in svedese significa "circolazione a destra".
Il cambio di circolazione dalla "guida a sinistra" alla "guida a destra" avvenne, come stabilito, alle ore 6:00 di domenica 3 settembre in modo da ridurre al minimo i problemi riguardanti il traffico.

## Storia

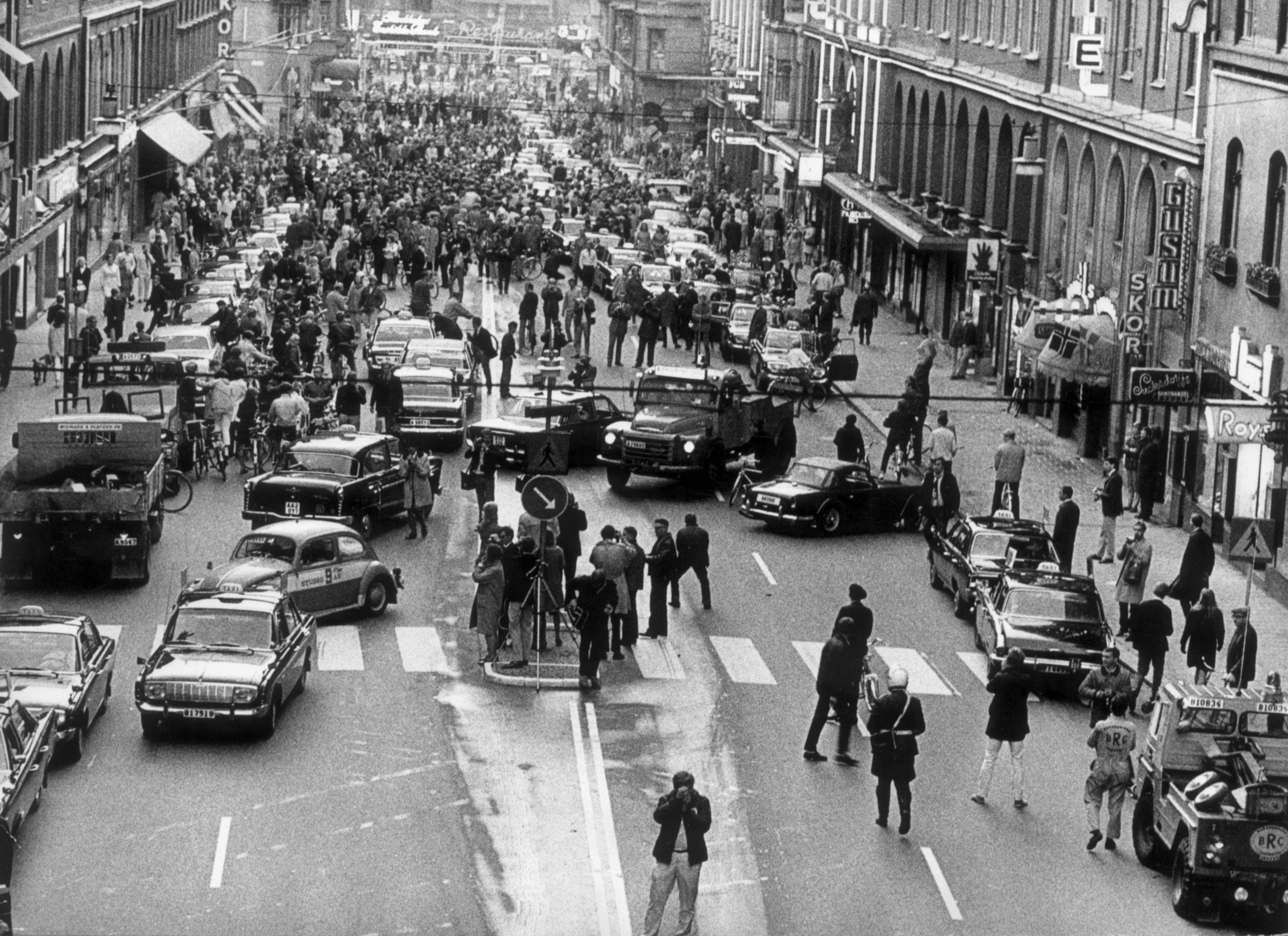
Veduta di una strada di Stoccolma il 3 settembre 1967

La decisione di adeguarsi al senso di marcia della maggior parte dei paesi dell'Europa e soprattutto dei paesi direttamente confinanti come Norvegia e Finlandia, che già adottavano il senso di marcia a destra, avvenne in seguito a un crescente numero di incidenti dovuti per la maggior parte ad automobilisti che conducevano veicoli con la guida a sinistra in prossimità dei confini.
Inoltre pur avendo la guida a sinistra, circa il 90 per cento delle automobili svedesi aveva già il volante a sinistra; questo fatto faceva sì che vi fossero molte collisioni frontali in strade strette a doppio senso di circolazione (che erano molto comuni in Svezia a causa della sua ridotta densità di circolazione) a causa della maggiore difficoltà di apprezzare la distanza con veicoli provenienti in direzione opposta.
Inoltre anche l'Islanda, anch'esso paese scandinavo, stava per adeguarsi allo standard mediante l'attuazione del progetto H dagurinn completato il 26 maggio 1968; anche se la scelta non aveva importanza pratica come quella dei paesi confinanti (l'Islanda è un'isola, e per di più lontana dal continente) l'influenza fu quanto meno psicologica perché la Svezia sarebbe rimasto l'unico paese scandinavo con guida a sinistra.
La decisione di introdurre tale cambiamento fu molto impopolare. Già nel 1955 si tenne un referendum consultivo i cui risultati fecero emergere un evidente rifiuto al cambiamento di senso di marcia; circa l'84% degli elettori votò per mantenere la guida a sinistra, tuttavia nel 1963 il Riksdag approvò la modifica e stabilì la Statens Högertrafikkomission (HTK) per sorvegliare l'intera operazione e per coordinare un nuovo programma di educazione stradale della durata di quattro anni, avvalendosi anche del supporto di psicologi.
Durante il Dagen H furono registrati 157 sinistri in tutta la Svezia, di cui soltanto 32 con feriti lievi e pochissimi gravi. Come venne anticipato da alcuni esperti che sostennero che il cambiamento del senso di marcia avrebbe garantito una migliore visibilità della strada, gli incidenti tra gli autoveicoli e tra autoveicolo e pedone ebbero un iniziale decremento significativo, registrando un totale di 125 già all'indomani del Dagen H, a fronte di 198 del lunedì precedente. Probabilmente tale flessione fu causata da un aumento della percezione del rischio con un conseguente innalzamento del livello di attenzione e di prudenza portando addirittura nelle sei settimane seguenti una flessione del 40% dei danni liquidati dalle assicurazioni automobilistiche. Tuttavia questo miglioramento fu temporaneo e già nel 1969 il numero di incidenti tornò a livelli precedenti il Dagen H.
Un inevitabile quanto durevole effetto di tale operazione fu certamente che un buon numero di persone, in gran parte anziane, smisero definitivamente di guidare anziché imparare a orientarsi con il nuovo sistema di guida.

### Il debutto di Anni-Frid Lyngstad
L'evento del cambio del senso di marcia fu importante per Anni-Frid Lyngstad, uno dei quattro membri del futuro gruppo svedese ABBA, che ebbe la possibilità di cantare una sua canzone (En ledig dag, "Un giorno libero", la sua prima canzone in assoluto) la sera prima del cambio allo storico talk show televisivo svedese Hylands hörna ("L'angolo di Hylands", che quella sera andava in onda in forma appositamente allungata e appassionata per fare in modo che le strade fossero il più deserte possibili, così da facilitare il cambio della segnaletica delle strade), di fatto inaugurando la propria carriera pubblica di cantante e artista.

## Interventi operativi

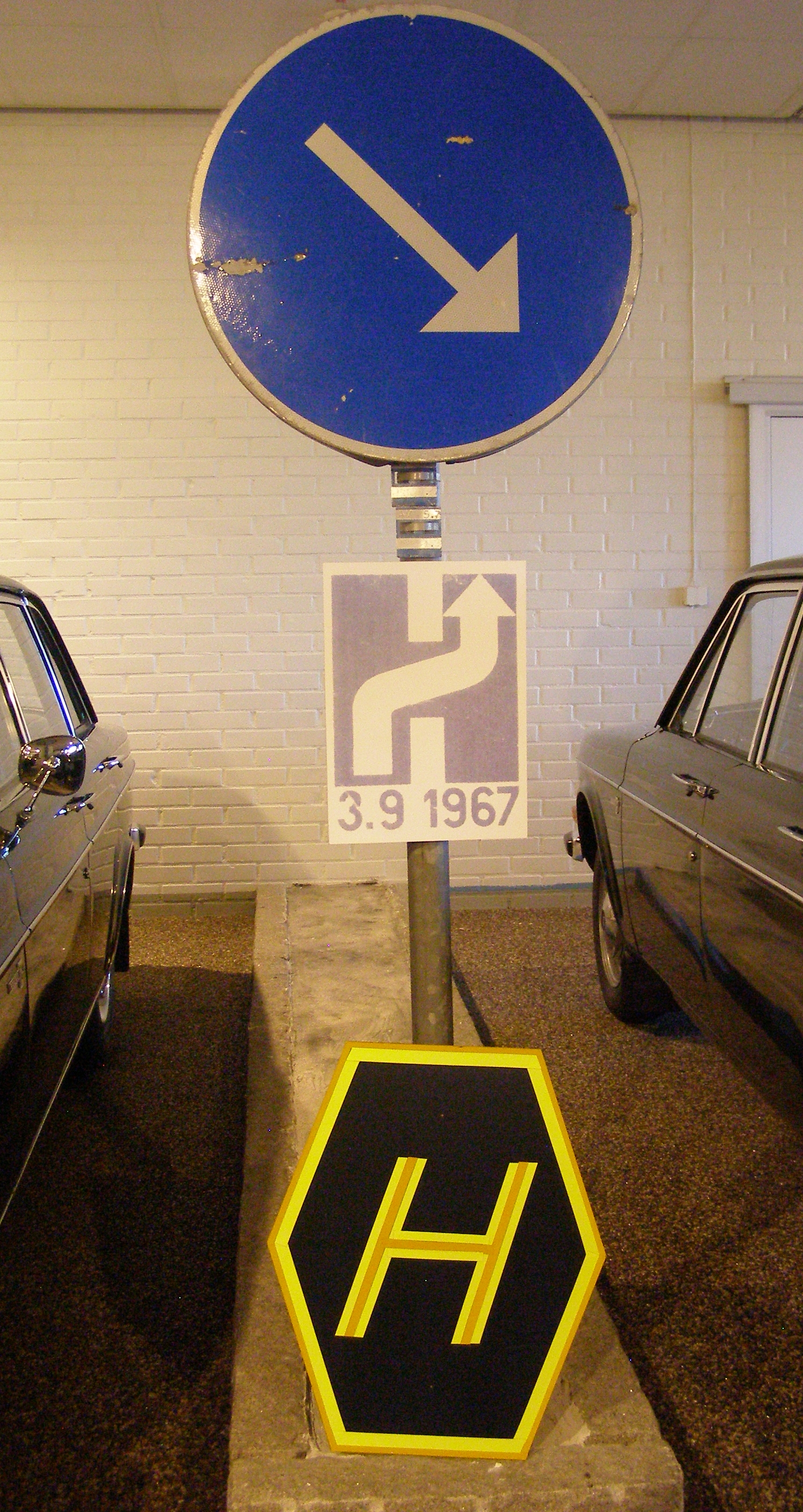
Un esemplare di segnale stradale verticale risalente al 1967 con i segnali relativi al Dagen H, conservato al Volvo Museum

All'avvicinarsi del Dagen H, tutti i maggiori incroci e le intersezioni stradali vennero dotati di una nuova segnaletica supplementare riportante una "H" gialla su campo nero momentaneamente coperta con plastica nera. La segnaletica orizzontale preesistente, di colore giallo, fu affiancata da nuove strisce bianche, anch'esse temporaneamente coperte di nero.
Nel Dagen H, che coincise con domenica 3 settembre, fu vietato tutto il traffico stradale non essenziale dall'1:00 alle 6:00 del mattino. Ogni veicolo in circolazione durante quel lasso di tempo doveva seguire delle precise regole operative: ogni tipo di automezzo doveva arrestarsi completamente alle 4:50 e, dopo aver atteso cinque minuti, doveva spostarsi sulla destra e fermarsi nuovamente per altri cinque minuti prima di procedere, consentendo così alle varie squadre di operai dislocate sul territorio di riconfigurare gli incroci stradali svelando la nuova segnaletica. In realtà nelle maggiori città il divieto di circolazione fu più lungo; a Stoccolma e a Malmö, infatti, il divieto di circolazione durò dalle 10:00 di sabato alle 15:00 di domenica.
A subire maggiori conseguenze fu il trasporto pubblico. Gran parte delle fermate degli autobus urbani e suburbani presenti nelle strade a senso unico dovettero essere ricollocate sul lato opposto della strada e gli incroci dovettero essere riconfigurati per permettere al traffico di fluirvi. I tram a Stoccolma e in altri centri abitati furono ritirati e sostituiti da centinaia di nuovi autobus con accessi sul lato destro, mentre altri 8.000 vecchi autobus vennero modificati per permettere loro di avere porte apribili su entrambi i lati.
Le uniche città che mantennero le proprie linee tranviarie, ancora entrambe in funzione, modificando le vetture dei tram furono Norrköping e Göteborg; quest'ultima esportò i suoi vecchi autobus con guida a destra in Pakistan e in Kenya.
Infine dovettero essere obbligatoriamente modificate tutte le automobili svedesi a uso privato, ovvero anche i vecchi modelli con guida a destra, che dovettero quantomeno correggere la regolazione dei proiettori anteriori in modo da orientare quelli asimmetrici sul lato destro della strada, evitando così di abbagliare gli automobilisti che provenivano in senso opposto.